# لاباينسك
لاباينسك (بالروسية: Лабинск) هي إحدى مدن روسيا في الكيان الفدرالي الروسي كراسنودار كراي.

## أعلام
- ايكاترينا فالكوفا
- بيوتر خاموكوف